# Моравська земська бібліотека

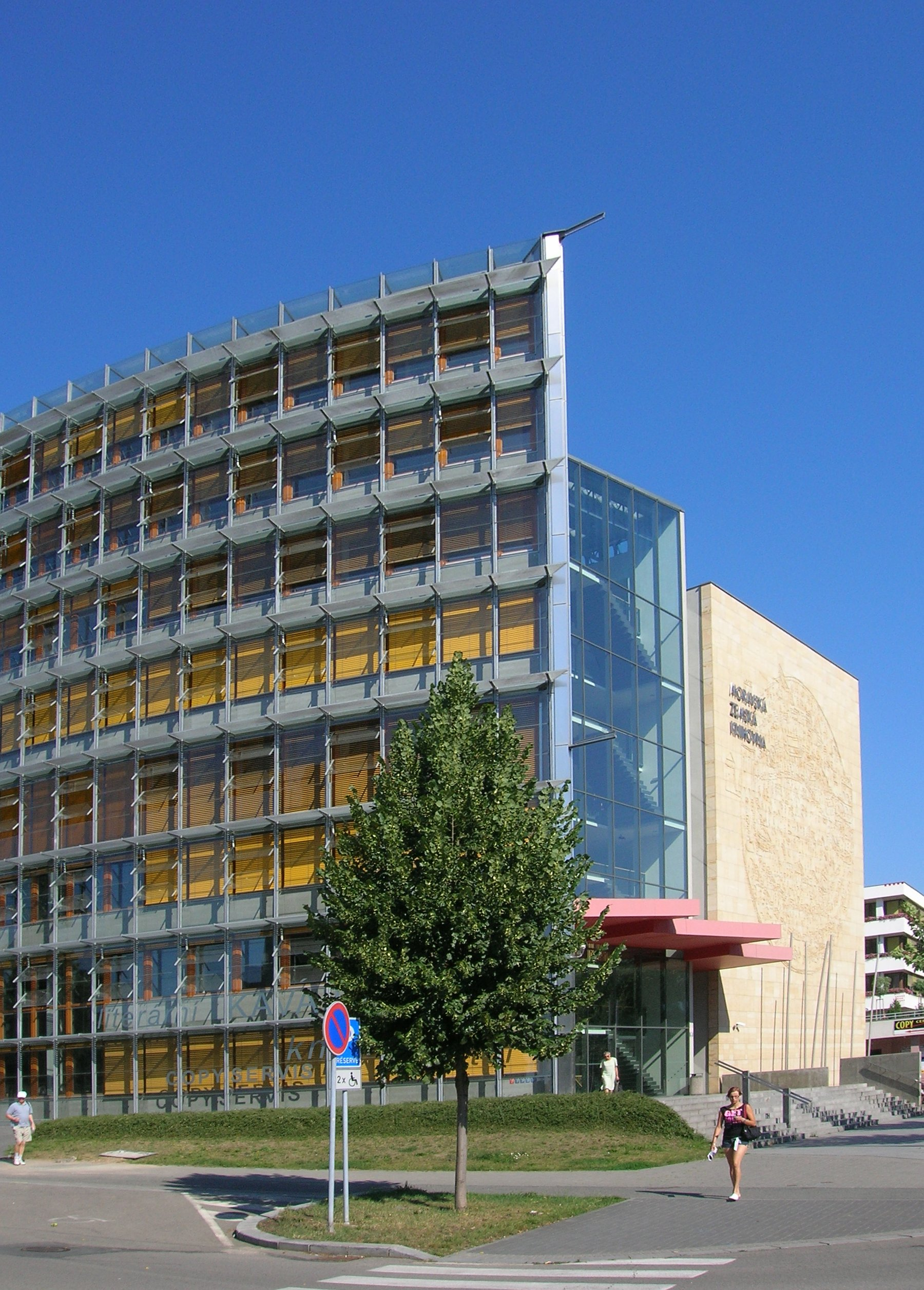
Центральна будівля бібліотеки.

Мора́вська зе́мська бібліотека (чеськ. Moravská zemská knihovna) — універсальна наукова бібліотека в місті Брно, Чехія. Також виконує функцію обласної бібліотеки Південноморавського краю. Послугами бібліотеки користується 30.000 читачів щороку, загальний обсяг фондів бібліотеки нараховує понад 4 млн книг.